# Пюрмерланд
Пюрмерланд (нід. Purmerland) — село в нідерландській провінції Північна Голландія. Входить до муніципалітету Ландсмер.
Його площа становить 3,28 км², а населення станом на 2021 рік складало 355 осіб.
Перша згадка про населений пункт датується 1358 роком.
Хоча нинішні розміри села не дозволяють припустити, що Пурмерланд колись був досить важливим селом. Чоловік, який стоїть у центрі картини Рембрандта «Нічна варта», — це Франс Баннінг Кок. Він був мером Амстердама, лордом Пурмерланда та Ілпендама, а також володарем замку Ілпенштайн. За часів Золотого віку Голландії країна, що оточувала такі села, була житницею Амстердама, оскільки осушення болотистих земель створило щедрий родючий ґрунт. Однак осушення ґрунту призвело до того, що він почав зменшуватися, поки не досяг рівня води в Зейдерзее всього за кілька миль на схід. Таким чином, ерозія ґрунту призвела до загибелі обмеженого виступу Пурмерланду. Сьогодні населення здебільшого складається з міських жителів, які шукають усамітнення в невеликому селі, що тепер характеризується великими особняками, які прийшли на зміну невеликим котеджам.